# Ailes de poulet à la mode de Buffalo

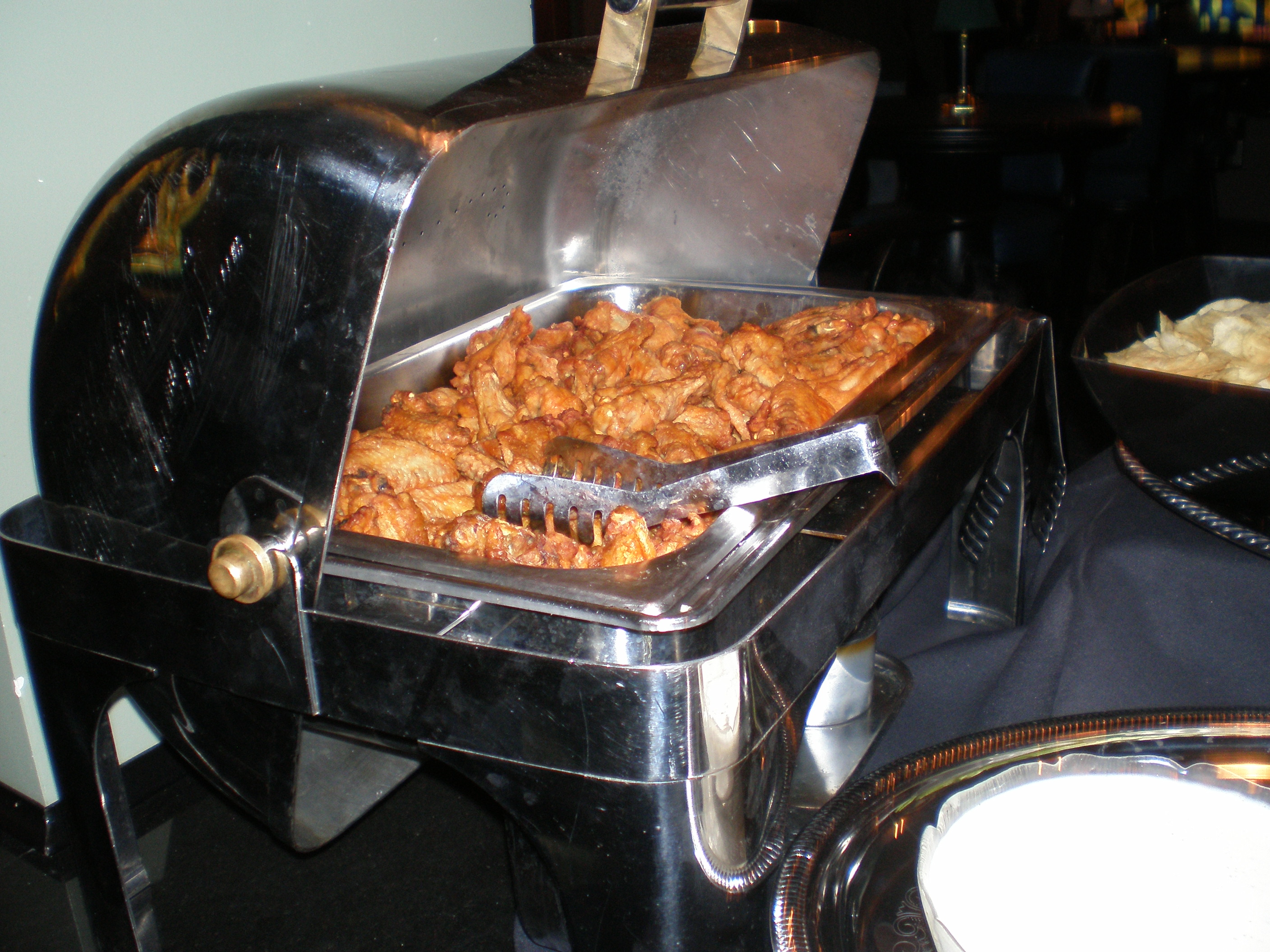
Des ailes de poulet à la mode de Buffalo à un buffet.

Les ailes de poulet à la mode de Buffalo, ou Buffalo wings, sont une spécialité culinaire à base de viande de poulet. Elles sont originaires des États-Unis, et plus particulièrement de la ville de Buffalo.
Cette spécialité est une aile de poulet cuite au four et enrobée d'une sauce dite Buffalo, une sauce épicée au piment. Elle est un plat de viande chaud et salé qui est donc consommé en entrée chaude ou plat principal.
Elle est populaire aux États-Unis et exportée en Europe et en Asie, en particulier au Japon. Hors de son pays d'origine, elle est principalement disponible en restauration rapide.